# 拉维莱特公园

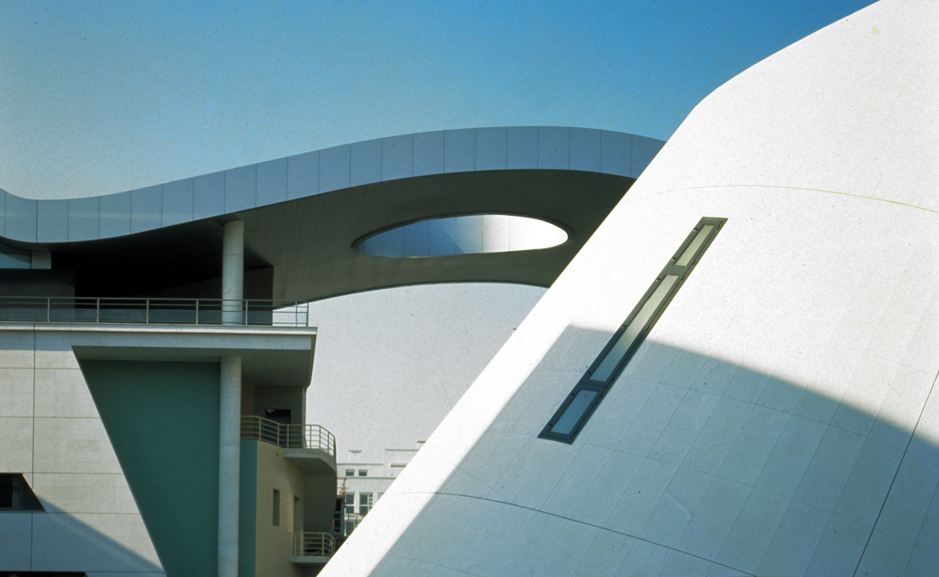
音乐城

拉维莱特公园（法語：Parc de la Villette，發音：[paʁk də la vilɛt]）是巴黎最大的公园之一，位于巴黎十九区的东北边缘。该公园为巴黎文化展馆最集中的地点之一，包括欧洲最大的科学博物馆科学与工业城、三大音乐厅和著名的巴黎國立高等音樂舞蹈學院。
拉维莱特公园是巴黎市区内为数不多的特大公园之一，位于巴黎东北位置的19区内。1974前后，这里是一个聚集了大量移民人口的牲口屠宰场和杂货交易市场。拉维莱特公园占地面积55公顷，其中绿地面积33公顷，是巴黎市区内绿地面积最大的公园（第二是“杜伊勒里宫”25.5公顷，第三是“伯特肖蒙公园”25公顷，第四是“卢森堡公园”23公顷）。
1982年巴黎政府举行了拉维莱特公园改造方案竞选，为纪念1989年时“法国大革命”200周年（当时兴建了九项“总统工程”）。次年，著名设计师伯纳德·屈米于夺得头筹，他设计理念中非常重要的一点就是博爱精神，期望巴黎市区人和郊区人都能在这里享受欢乐。 
拉维莱特公园并不是一个只拥有绿地的公园，同时也是文化艺术中心，这里有分别以科学科技、艺术、音乐和娱乐为中心的不同建筑. 公园每天早上 6:00 至凌晨 1:00 开放。